# Oppo
Oppo, ook wel "Guangdong OPPO Mobile Telecommunications Corp., Ltd" is een Chinese fabrikant van consumentenelektronica en telecommunicatie uit Guangdong. Het bedrijf is vooral bekend van zijn smartphones.
Oppo was in 2020 de op vijf na grootste fabrikant wereldwijd van mobiele telefoons, direct na Huawei. 
Oppo is een dochteronderneming van BBK Electronics samen met Realme en Vivo. OnePlus is eigendom van Oppo zelf.

## Producten
Oppo produceerde in 2021 ruim 30 smartphones in drie categorieën, de Find X Serie, de Reno Serie, en de A Serie.